# Karpenterija
Karpenterija (lat. Carpenteria), monotipski biljni rod iz porododice hortenzijevki, čija jedina vrsta, C. californica, koja kao endem raste u američkoj državi Kalifornija.
Karpenterija je vazdazeleni grm atraktivnih bijelih cvjetova s upadljivim žutim prašnicima, koji je dobio ime u čast američkog prirodoslovca W. M. Carpentera.
Lokalno je pozata kao tree anemone i bush anemone.

## Galerija
- C. californica
- C. californica
- C. californica
- C. californica